# Jardim Botânico de Lisboa
O Jardim Botânico da Universidade de Lisboa (JBUL) localiza-se na freguesia de Santo António, em Lisboa. Surgiu da necessidade de criar um complemento prático no ensino e investigação da botânica, da então Escola Politécnica de Lisboa.
Em 2010 foi classificado como Monumento Nacional.
Devido à forte necessidade de preservação, em 2012 o Jardim entrou para a lista bienal do World Monuments Watch.

## História
Foi em 1859 que o Conselho da Escola escolheu no Monte Olivete o local para implantação deste Jardim. Os trabalhos de construção do jardim deram início em 1873, sob a alçada do Conde de Ficalho Francisco Manuel de Melo Breyner e Andrade Corvo.
Edmund Goeze foi o jardineiro-paisagista alemão que dirigiu em Lisboa, a partir de 1873, a construção do jardim botânico da Escola Politécnica. Goeze concentrou-se na parte superior do Jardim, onde foram plantadas algumas famílias de dicotiledóneas e algumas gimnospérmicas.
O seu sucessor, o botânico francês Jules Daveau, em 1876, desenvolveu a  zona inferior do jardim, criando o traçado da Alameda das Palmeiras e inventando um sistema de rega dos riachos e cascatas, onde foram colocadas algumas famílias de monocotiledóneas.
A inauguração do Jardim Botânico de Lisboa deu-se em 1878 e conta com diversas espécies tropicais, oriundas da Nova Zelândia, Austrália, China, Japão e América do Sul.
Em 2016, apresentava uma crescente degradação, os lagos ficaram sem água, as plantas começaram a morrer e muitas árvores não tiveram os cuidados necessários. Além disso, vários edifícios no interior do jardim, como o Observatório Astronómico, estão abandonados e altamente degradados.
O jardim fechou em outubro de 2016 ao público para entrar em obras que deveriam durar seis meses. Depois de vários avanços e recuos, o espaço verde viu ser implementado o projeto vencedor do Orçamento Participativo de 2013, que previa a melhoria dos sistemas de rega e da circulação da água, a melhoria da iluminação, a instalação de internet, a renovação de caminhos, a instalação de esplanadas e de um anfiteatro e a abertura da saída para a Praça da Alegria.
O projeto “Jardim Botânico de Lisboa: Proteger, Valorizar e Promover” foi o vencedor da edição de 2013 do Orçamento Participativo, promovido anualmente pela Câmara Municipal de Lisboa, com 7.553 votos. O custo estimado desta intervenção é de 500 mil euros. Estas obras arrancaram em novembro de 2016.
O jardim reabriu em 7 de abril de 2018.

## Galeria

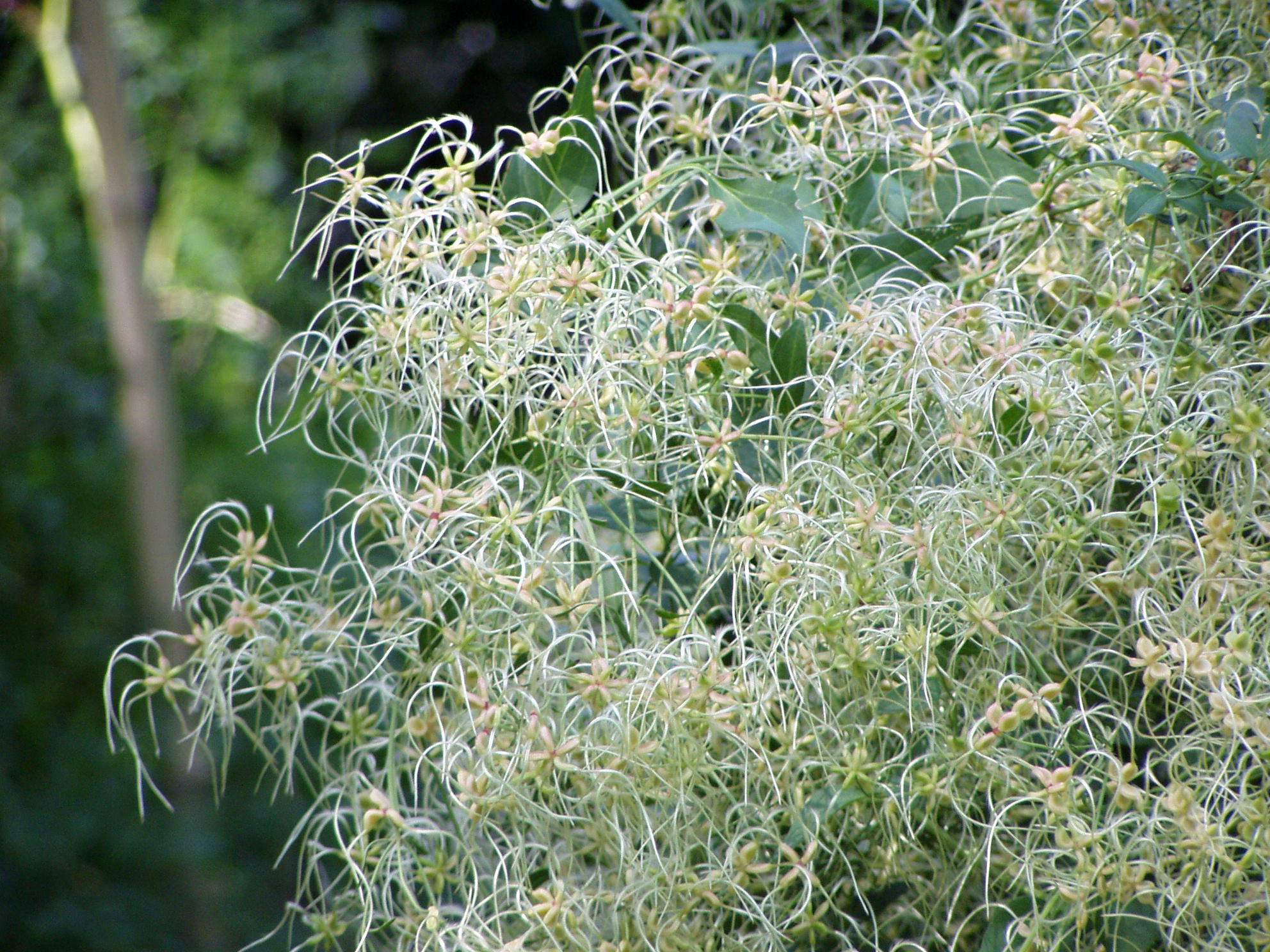
Clematis flammula.
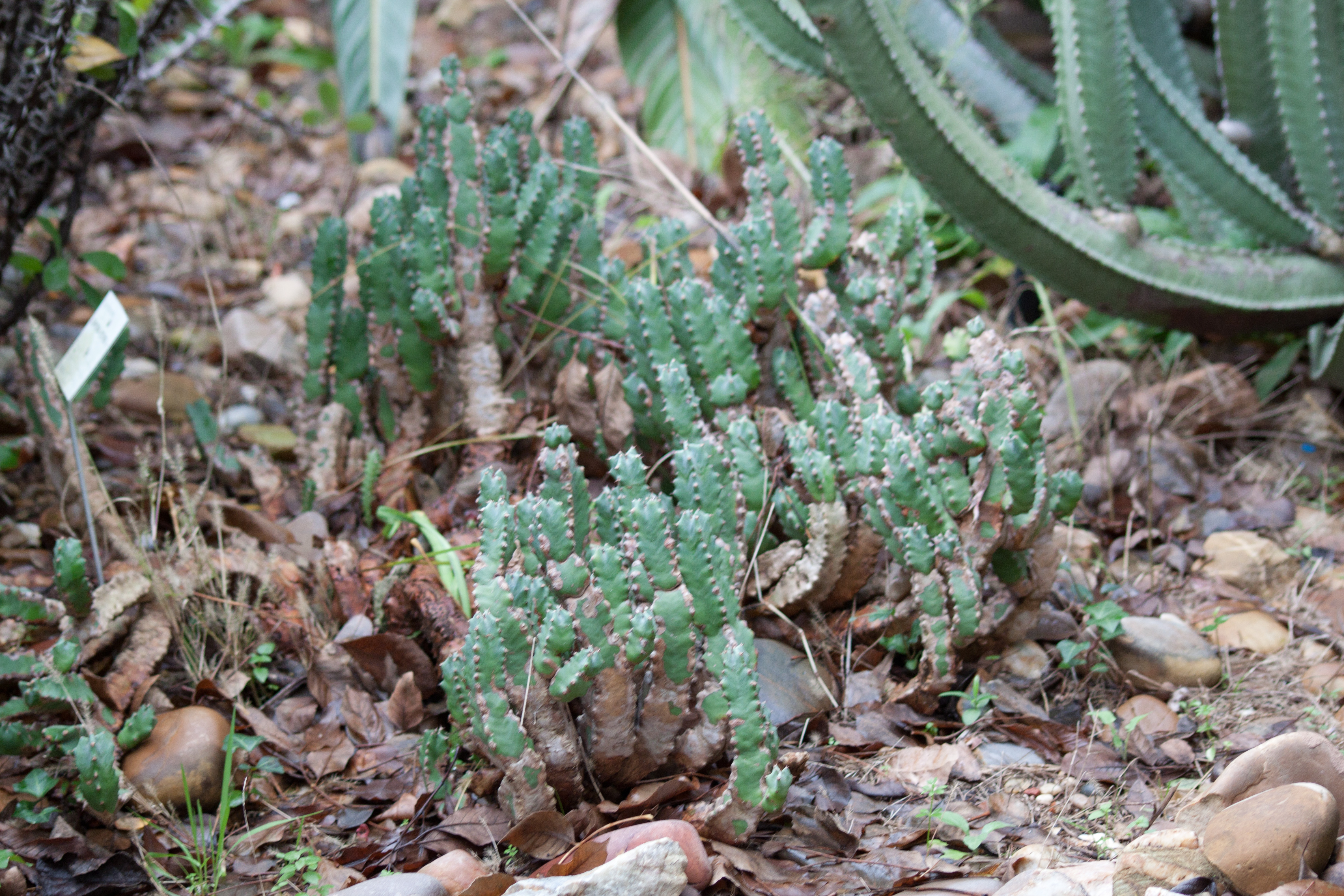
Euphorbia resinifera
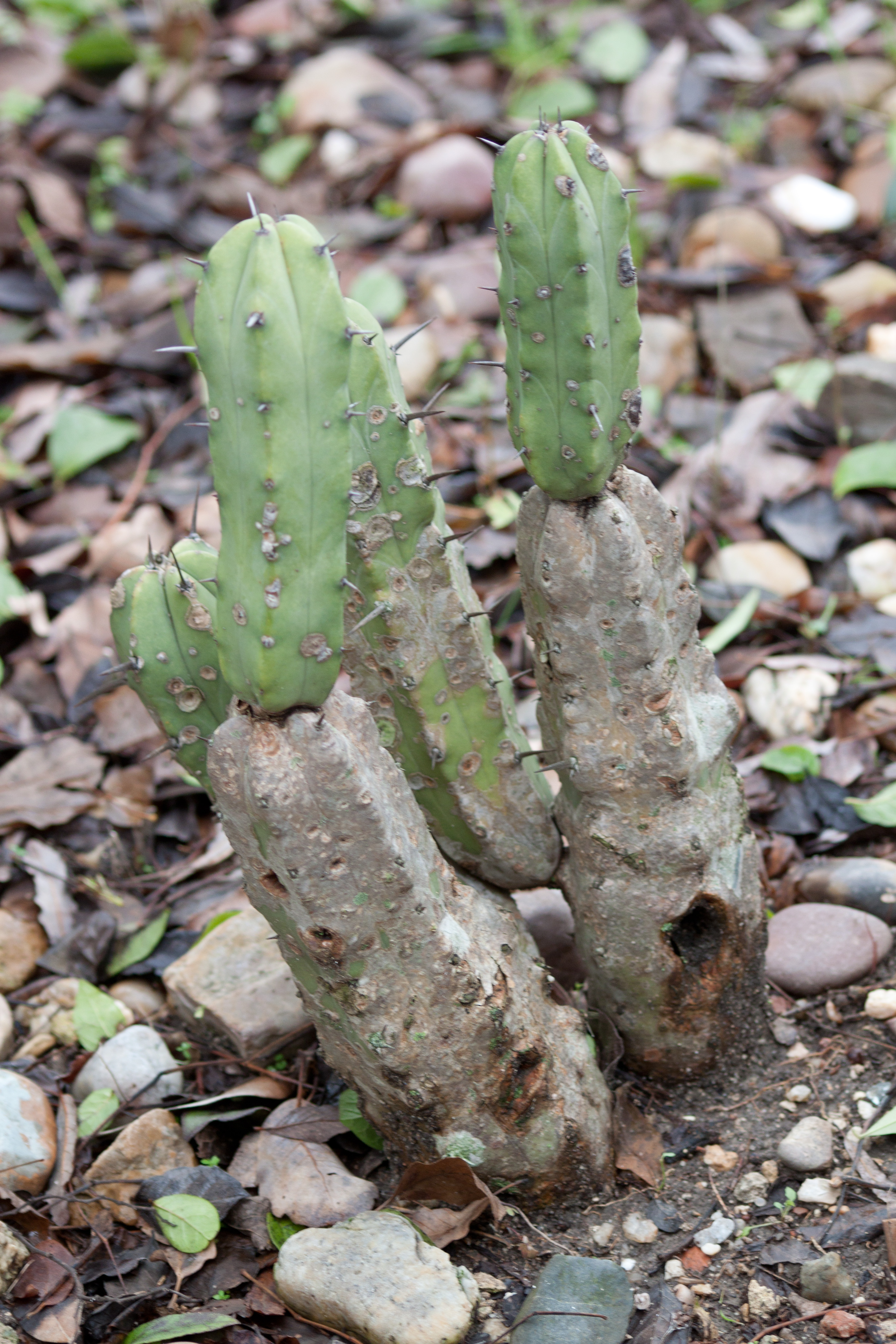
Myrtillocactus geometrizans
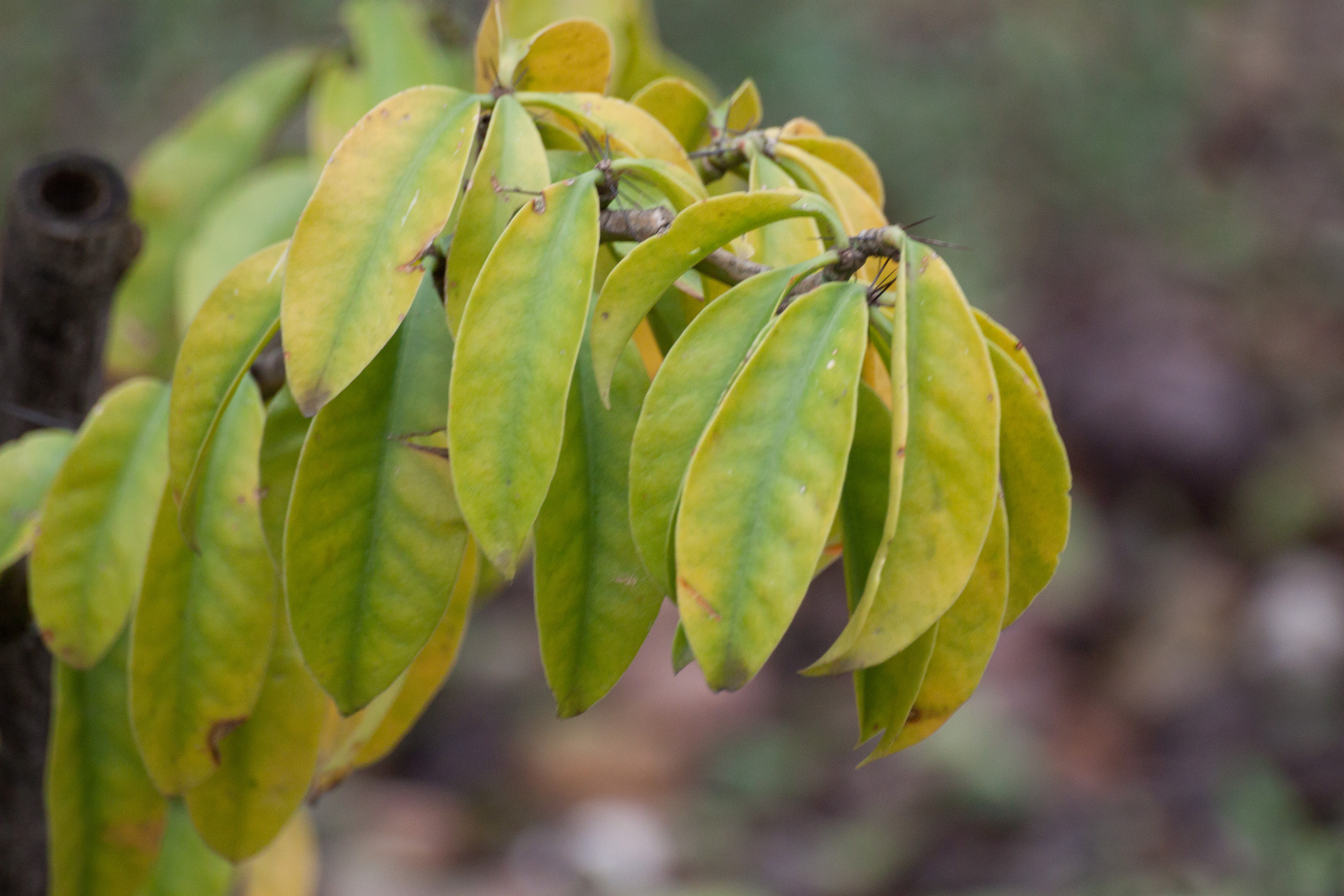
Pereskia grandifolia
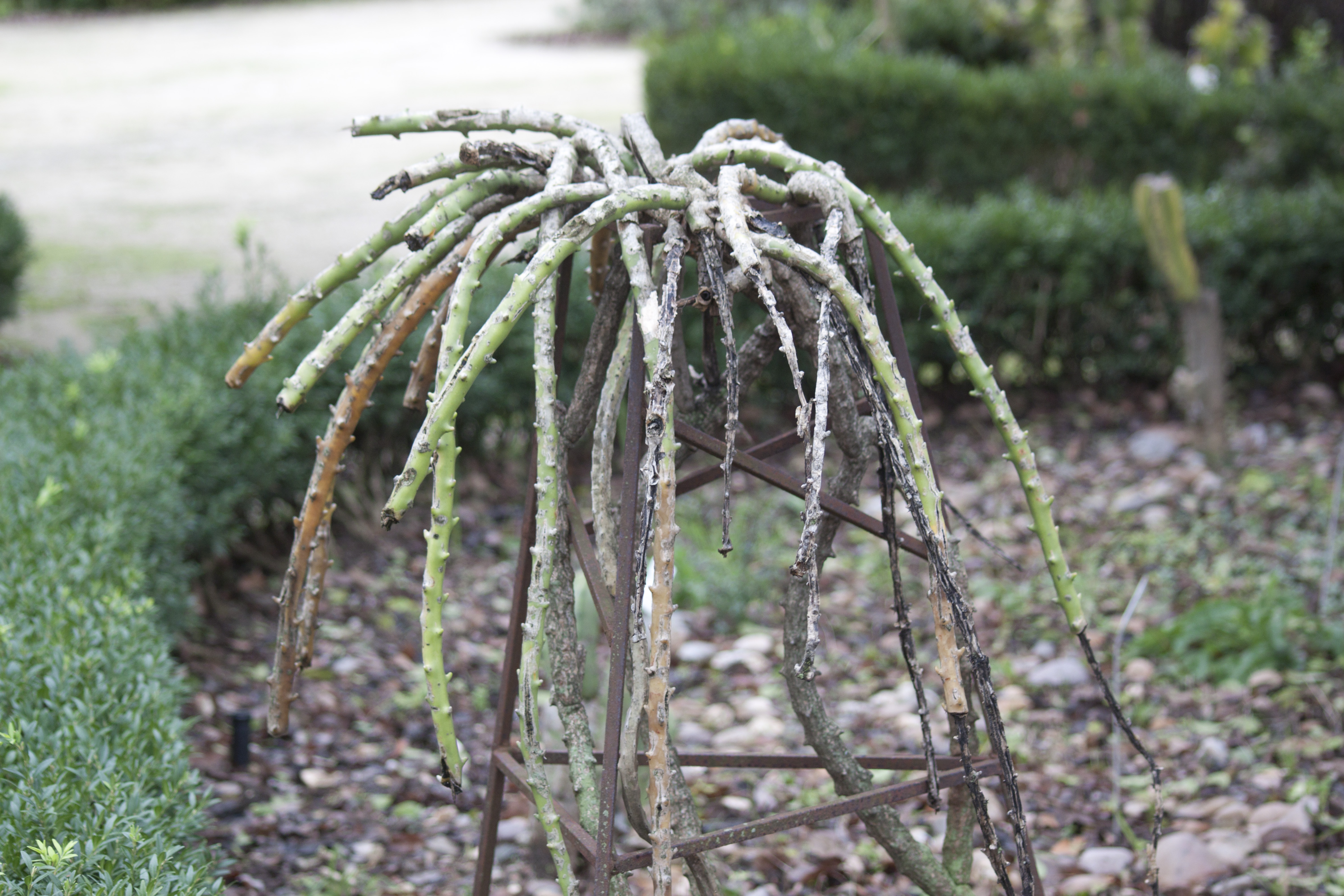
Selenicereus hamatus